# 폐색전선

일기도에서 나타내는 폐색전선

폐색전선(閉塞前線)은 저기압의 진행과정에서 후방의 한랭전선의 이동속도가 전방의 온난전선의 이동속도보다 빨라 한랭전선과 온난전선이 겹쳐진 전선을 말한다.

## 발달 과정
1. 저위도의 온난전선과 고위도의 한랭전선이 정체전선을 이루어 대치한다.
2. 편서풍 파동이나 열적 불균형에 의해 파동이 발생한다.
3. 정체전선이 온난전선과 한랭전선으로 분리된다.

1. 고위도의 찬공기가 내려온 곳에는 한랭전선이 저위도의 따뜻한 공기가 북상하는 곳에는 온난전선이 형성된다.

1. 이때 바람이 반시계 방향으로 돌아들어가므로 한랭전선은 저기압의 중심을 기준으로 왼쪽에 온난전선은 오른쪽에 위치하게 된다.

1. 기압골을 중심으로 바람이 반시계 방향으로 불어 들어가면서 저기압이 형성된다.
2. 이때 한랭전선 뒤쪽의 공기와 온난전선 앞쪽의 공기는 차갑고 두 전선 사이의 공기는 따뜻하여 가벼우므로 (샤를의 법칙) 한랭전선의 진행속도가 온난전선의 진행속도보다 빠르다(운동량).
3. 마침내 한랭전선이 온난전선을 따라잡아 두 전선이 겹치게 되면 폐색전선이 나타나게 된다.

## 종류
폐색전선에는 온난형·한랭형·중립형이 있다. 한랭전선 후면의 찬 공기가 온난전선 전면의 찬 공기보다 찰 때에는 한랭형 폐색전선이, 반대의 경우에는 온난형 폐색전선이 발생한다. 그리고 양쪽 찬 공기의 온도 차가 거의 없는 경우에는 중립형 폐색전선이 된다.
북반구의 경우 폐색전선의 북쪽 끝부분의 저기압에서는 강한 바람이 불며, 폐색이 계속해서 진행되면 공기는 안정되어 온대저기압은 소멸한다. 폐색전선에 따른 날씨는 한랭전선과 온난전선에서 나타나는 날씨와 비슷하게 나타난다.

## 같이 보기
- 사이클론
- 온대 저기압
- 정체전선